# Говерла
Гове́рла (на румънски: Hovârla; на унгарски: Hoverla, старо име на унгарски: Hóvár) – е най-високият връх в украинските Карпати и Украйна с височина 2061 m. Името по произход е от румънското howirla – „труднопроходимо възвишение“.
Намира се на границата между Надвирнянски район на Ивано-Франкивска област и Рахивски район на Закарпатска област, на 17 km от границата с Румъния.

## Говерла като символ
Говерла е най-високата точка на Украйна. Всяка година на 16 юли, в деня на годишнината от приемането на декларацията за независимостта на Украйна, обществени организации традиционно издигат знамето на Украйна. По случай петата годишнина от независимостта, на върха са положени капсули с пръст от всички области на Украйна. Поставен е и голям метален кръст, скулптура на тризъбец и бетонен стълб.

## Природа
Върхът е с конусовидна форма. Оформен е в резултат на плейстоценското заледяване. Изграден е от пясъчници и конгломерати. Покрит е с алпийска растителност. Склоновете са покрити с букови и смърчове гори. На височината 1500 m започва субалпийският пояс.

## Туризъм
Върхът е популярен обект за летен и зимен туризъм. Първият туристически маршрут до връх е прокаран през 1880 г. Четирите основни маршрута са с дължина от 10 до 16 километра и денивелация – от 1150 до 1350 метра.

## Галерия
- Изглед към върха от Карпатския национален парк
- Хвойни гори в подножието на върха
- Пътека към върха